# 312省道 (浙江省)
312省道，又称北仑—嵊州公路，是浙江省的一条省道，起点位于宁波市北仑区郭巨街道，途经春晓街道、鄞州区瞻岐镇、咸祥镇、奉化区松岙镇、莼湖街道、大堰镇、新昌县沙溪镇、嵊州市金庭镇，终点位于嵊州市黄泽镇，全长180公里，原为永康—义乌公路，原编号43:101，起点位于永康市，途经武义县桐琴镇，终点位于武义县壶山街道（原壶山镇）:108，全长22.536公里:221。